# Cephalaspidea
Cephalaspidea – rząd kosmopolitycznych, morskich ślimaków zaliczany do podgromady Heterobranchia (dawniej do tyłoskrzelnych).
Żyją na dnie, drążą chodniki. Głowa od strony grzbietowej tarczowata, wskutek zrośnięcia obu par czułków, służy do drążenia. Muszla spiralnie skręcona, jajowata. Ciało w całości może się ukryć w muszli. Jama płaszczowa występuje, skrzele z tyłu serca, spoidła skręcone.

## Podział systematyczny
W obrębie rzędu Cephalaspidea wyróżnia się następujące nadrodziny i rodziny:
- Bulloidea Gray, 1827
  - Bullidae Gray, 1827
  - Retusidae Thiele, 1925
  - Rhizoridae Dell, 1952
  - Tornatinidae P. Fischer, 1883
- Cylichnoidea H. Adams & A. Adams, 1854
  - Colinatydidae Oskars, Bouchet & Malaquias, 2015
  - Cylichnidae H. Adams & A. Adams, 1854
  - Diaphanidae Odhner, 1914 (1857)
  - Eoscaphandridae Chaban & Kijashko, 2016
  - Mnestiidae Oskars, Bouchet & Malaquias, 2015
- Haminoeoidea Pilsbry, 1895
  - Haminoeidae Pilsbry, 1895
- Newnesioidea Moles, Wägele, Schrödl & C. Ávila, 2017
  - Newnesiidae Moles, Wägele, Schrödl & C. Ávila, 2017
- Philinoidea Gray, 1850 (1815)
  - Aglajidae Pilsbry, 1895 (1847)
  - Alacuppidae Oskars, Bouchet & Malaquias, 2015
  - Antarctophilinidae Moles, C. Ávila & Malaquias, 2019
  - Colpodaspididae Oskars, Bouchet & Malaquias, 2015
  - Gastropteridae Swainson, 1840
  - Laonidae Pruvot-Fol, 1954
  - Philinidae Gray, 1850 (1815)
  - Philinoglossidae Hertling, 1932
  - Philinorbidae Oskars, Bouchet & Malaquias, 2015
  - Scaphandridae G.O. Sars, 1878

Trzy rodzaje przydzielono do nienazwanej jak dotąd rodziny:
- Cylichnium Dall, 1908
- Micratys Habe, 1952
- Noalda Iredale, 1936